# 邁克·格蘭·特里
邁克·格蘭·特里（Michael Grant Terry，1984年8月30日—）是美國的一位演員。他最著名的作品是在福斯廣播公司電視劇尋骨線索中飾演Wendell Bray角色。特里出生在費城。

## 影劇作品
《尋骨線索》
《犯罪心理第六集第七集》